# Ronald Dominique
Ronald Joseph Dominique (Thibodaux, 9 de janeiro de 1964) é um assassino em série americano de Bayou Blue na área de Houma, Luisiana. Ele assassinou pelo menos vinte e três homens e meninos na Luisiana entre 1997 e 2006. Em 23 de setembro de 2008, Dominique foi considerado culpado por homicídio e sentenciado a prisão perpétua sem possibilidade de condicional. Após sua condenação, o FBI afirmou que este foi o caso de homicídio em série mais significativo no país nas últimas duas décadas em termos de número e duração.
Dominique foi investigado no fim de 2006 no seguimento de uma queixa de um homem que se recusou a deixar que Dominique o atasse. A última vítima, Chris Sutterfield, tinha morrido dois meses antes.
Depois da sua prisão em 1 de dezembro de 2006, Dominique confessou que violou e matou pelo menos 23 homens por 10 anos, começando em 1997, em Terrebonne Parish, Lafourche Parish, Iberville Parish e Jefferson Parish na zona suburbana de Nova Orleans. Na sua confissão, Dominique, que é gay assumido, disse que frequentava a área de bares gay e escolhia homens que achava que estariam dispostos a ter sexo com ele. A sua razão para matar estes homens era para evitar a prisão. Tendo violado achava que seria melhor matá-los do que eles falarem à polícia. Foi condenado por vários casos de violação e homicídio em primeiro grau.
Em 23 de setembro de 2008, Dominique foi sentenciado a 8 prisões perpétuas depois de confessar violar e matar as suas vítimas durante um período de 10 anos. Dominique deu-se como culpado de homicídio em primeiro grau para evitar a pena de morte. Está preso na Penitenciária Estadual de Luisiana conhecida como Angola.